# Мухачёва, Любовь Алексеевна
Любовь Алексеевна Мухачёва (род. 23 июля 1947, Старая Русса, Новгородская область или Бокситогорск, Ленинградская область) — советская лыжница, олимпийская чемпионка (1972), заслуженный мастер спорта СССР (1972).

## Биография
Окончила Бокситогорскую восьмилетнюю школу № 2.
В 1979—2003 годах занималась тренерской работой в СДЮШОР ДСО «Труд».
С 2003 года в Бокситогорске проводятся ежегодные соревнования по лыжным гонкам на приз Л. А. Мухачёвой.

## Спортивная карьера
- Олимпийская чемпионка 1972 в эстафете 3x5 км (с Алевтиной Олюниной и Галиной Кулаковой)
- На олимпийских играх 1972 — 4 место (10 км), 6 (5 км)
- 5-кратная чемпионка СССР: 1970—1972, 1975, 1976 (эстафета 3(4)×5 км)

## Награды и звания
- Орден «Знак Почёта», 3 марта 1972 года
- Заслуженный мастер спорта СССР, 1972 год
- Почётный гражданин Ленинградской области, 2019 год[4]